# 550-ті до н. е.

## Події

### Рим
Царем Риму був напівлегендарний Сервій Туллій (відомий за пізніми згадками в римського історика Тита Лівія).

### Греція
- Тираном Афін був Пісістрат. Афіняни вигнали його близько 556 року до н. е.
- Вихідці з Фокеї заснували колонію Аміс на південному березі Чорного моря близько 554 року до н. е.
- Царем грецького царства Кирена в Африці був Аркесілай II. Воював зі своїм чи то братом, чи то радником Леархом, вбитий близько 550 до н. е.

### Близький Схід та Єгипет
З 560 року до н. е. Лідії був Крез.
Царем Мідії був Іштувегу. Його онук Кір II Великий став царем Персії під управлінням Мідії близько 559 до н. е. У 553 році до н. е. він підняв повстання проти мідійців і за 3 роки переміг.
У Вавилоні 560 року до н. е. вбитий цар Амель-Мардук, новим царем був обраний Нерґал-шар-уцур, одружений з дочкою Навуходоносора II. 556 року до н. е. він помер і короткий термін правив його син Лабаші-Мардук. Проте він був убитий та на трон увійшов Набонід. З 553 року до н. е. він співправив з останнім вавилонським царем Валтасаром, відомим з Біблії.
Фараоном Єгипту був Яхмос II.

### Китай
У Китає триває період Чуньцю.

## Персоналії

### Народились
- 21 серпня 551 до н. е — традиційна дата народження Конфуція, давньокитайського філософа

### Померли
- 559, Солон, афінський законодавець і політик